# 浸透圧
浸透圧（しんとうあつ）は、物理化学の用語である。半透膜を挟んで液面の高さが同じ、溶媒のみの純溶媒と溶液がある時、純溶媒から溶液へ溶媒が浸透するが、溶液側に圧を加えると浸透が阻止される。この圧を溶液の浸透圧という。浸透圧は希薄溶液中において、物質の種類に依存しない法則が成立するという束一的性質の一種である。

## 概要
半透膜、すなわち溶媒（小さな分子）だけを透す膜で隔てられた2室に溶媒・溶質が同じで濃度の異なる2つの溶液があると、濃度の低い（溶質分子の密度が相対的に低い）溶液から濃度の高い（溶質分子の密度が相対的に高い）溶液に移動する溶媒分子の数は逆向きのものより多くなる。これは、低濃度溶液中の溶媒分子の方が、高濃度溶液中の溶媒分子よりも、溶媒自身の密度が高く、拡散の原理に従って、溶媒分子が［高］→［低］へと移動することによっている。結果として、溶媒は溶質濃度の高い溶液の方へ移動し、平衡状態に達するまで続く。
浸透圧 π [atm] は次の式で表される（ファントホッフ（van't Hoff）の式）。
{\displaystyle \pi =MRT}
M はモル濃度 [mol / dm³]、R は気体定数 [atm · dm³ /  K · mol]、T は 温度 [K] である。モル濃度は容積モル濃度を用いる。上式は理想気体の状態方程式と同じ形をしている。また、電解質溶液の浸透圧は非電解質に対しての式がそのままでは適用できないので、ファントホッフの因子を導入して補正する。
溶質のモル濃度は溶液中の溶質の粒子のものであるため、電解質の水溶液の浸透圧は式量によるモル濃度ではなく生じたイオンのモル濃度から求める。前記の方法の他、同じ浸透圧をもつ非電離質水溶液のモル濃度で浸透圧を示すオスモル濃度が用いられることもある。溶液は純溶媒に比べ気化しにくく、沸点上昇を示すため、半透膜を介さず純溶媒と溶液を溶媒蒸気で満たした管でつないでも浸透と同様に溶液の液面が上昇する。このため、沸点上昇によって浸透圧を示すこともある。

## 生物における浸透圧
生物においては、細胞膜は半透膜である。

赤血球にも影響する浸透圧

細胞内の溶液と比較して、浸透圧が高い溶液を高張液（英: hypertonic）、低い溶液を低張液（英: hypotonic）、等しい溶液を等張液（英: isotonic）という。
細胞内の溶液と浸透圧が等しい食塩水を生理食塩水と呼び、ヒトの場合は約 0.9w/v% である。また生理食塩水にカリウムなどを入れ人間の体液に近付けた液をリンゲル液と呼ぶ。
水道水などで目を洗う際にしみて痛くなるのは、この浸透圧の作用による。濃度が0の真水や水道水に比べて眼球の細胞内の溶液の浸透圧が高いため、外側の水分子が細胞内へ移動して細胞が膨張し、その時に痛みを伴う。そのため目薬などの点眼薬は、浸透圧を生理食塩水に合わせ、目にしみないように作られている。
赤血球を真水に入れると、内部へ浸透した水の圧力により赤血球が破壊される溶血が起こる。
自然界の生物においては、淡水は細胞内より浸透圧が低く、海水は浸透圧が高いので、それぞれに浸透圧調節が必要となる。シロザケのように海と河川を往復する水生物にはエラの付け根にある塩類細胞の増減で行い、河口付近で半月～1か月待機して適応する* 海と河川湖沼の行き来に必須の塩類細胞の働き。動物においては排出器の役割の一つである。
植物細胞には細胞壁があるため、陸上植物の細胞を高張液に入れた場合には原形質分離が起こり、真水に入れた場合には一部の細胞を除き膨らむだけで破裂することはない。細胞膜が細胞壁を内部から圧する力を膨圧と言い、細胞壁の薄い植物体を支えたり、気孔の開閉、オジギソウ・食虫植物の運動の原動力となっている。
極端に糖分や塩分が高い食品が腐敗しにくいのも浸透圧によるものである。細菌が取り付いて繁殖しようとしても、自身の細胞から水分が吸い出され、死滅してしまったり非常に遅い速度でしか繁殖できないためである。

## ヒトの体液の浸透圧調整
ヒトの体液の浸透圧調整は、腎臓による浸透圧調整で行われ、主に腎臓での水とナトリウムイオンの再吸収によって行われる。この再吸収はホルモンによって調整されている。浸透圧が上昇した時、水の再吸収が行われる。血液の浸透圧が上昇すると、脳下垂体後葉がバソプレッシン（抵利尿ホルモン）を分泌し、腎細管や集合管での水の再吸収を促進する。この結果、尿量は減少し、血液中の水分が増加するため、浸透圧は低下する。また、浸透圧が低下した時、無機塩類の再吸収が行われる。血液中の浸透圧が低下すると、副腎皮質が鉱質コルチコイドを分泌し、腎細管でのNa+の再吸収を促進する。この結果、血液中の無機塩類が増加し、浸透圧が上昇する。

## その他
浸透圧は溶液のもつ属性であり、語の使用に際して注意する必要がある。例えば「細胞内部の溶液の浸透圧」という用法は妥当だが、「細胞の浸透圧」という記述は意味するところが不明瞭であり誤解を招くおそれがある。「半透膜の両側に濃度の違う溶液があると、浸透圧が発生し…」という表現も誤用である。この場合は、「浸透圧差が生じ、」とすべきである。